# هيلدا بيلشر
هيلدا بيلشر (بالإنجليزية: Hilda Belcher)‏ هي رسامة أمريكية، ولدت في 20 سبتمبر 1881 في بيتسفورد في الولايات المتحدة، وتوفيت في 27 أبريل 1963.